# 九九式山炮
九九式山炮（日语：九九式十糎山砲，日軍內簡稱山地十榴）為日本帝國陸軍在1939年制式化的山炮

## 概要
九四式山炮在1930年代中期逐步進入師級單位取代舊武器，但是75公厘標準的彈藥破壞力有限，日軍仍希望下一代火炮統一進入100公厘以上標準，九九式山炮便是在這個背景下研發的武器；目前日本官方介紹說法，本型炮設計由從中國戰場擄獲的法國士乃德105mm炮研製；這個說法有其漏洞，中國戰場超過75公厘以上之野戰重炮極為稀有，在1937年開戰初編列在由軍委會直屬之獨立炮兵團級單位，而當前編裝資料均表示在1930年代後的南京國民政府轉向自瑞典與德國採購野戰重炮，國民政府或是各路軍閥在1937年以前並無採購任何法制105公厘榴彈炮／山炮，等於說日本當時在中國戰場擄獲一款不存在的武器，並以不存在的裝備研發出新武器，顯見該說詞存有矛盾。
由1939年拍攝的九九式山炮外觀，它具有可卸式單腳大架，該特徵與日本入侵西伯利亞時從俄羅斯擄獲的斯柯達1916年型100公厘山炮雷同，但火炮制退復進機構型與陳濟棠在1936年5月採購的士乃德1923年型75公厘山炮（士乃德重山炮，原型為施耐德1919年式75毫米山炮）類似；日本擄獲的武器仍是以75山炮為主，還原當時狀況，日軍應是擄獲新型法制山炮，並搭配斯柯達山炮架構，混合1920年代末引進的造炮技術重新設計出一款105公厘山炮。
九九式山炮炮身採用單肉自緊炮身製程，該技術在九十式野炮採購時引進日本，可讓炮管在輕盈的重量下承受相等膛壓、效率更好的油壓式制退復進機、全炮可拆解為10個分解件，最重的分別為制退機(128公斤)及炮管(119.8公斤)、使用炮彈與九一式榴彈炮共通；一般運輸使用2匹馬拖曳、分解運輸則使用10匹馬駝載。雖然九九式的一般射程只能到5,500公尺限制其使用彈性，日軍教範也提示其可用距離只能在6,000公尺內，但相較九一式全重達1,500公斤，重量近乎折半的九九式能提供同等火力投射能力，射程缺點相對被容許。
九九式山炮在1940年起量產，實際停產時間不明，但至1944年後已未列入生產補充項目內，但在日本戰敗前仍持續生產相關補充用零附件，主要配發給戰爭後期編成的獨立山炮團(独立山砲兵聯隊)；每個山炮團編裝為24門九四式山炮、12門九九式山炮，一般步兵師所轄炮兵單位僅極少部分曾出現配發九九式山炮紀錄。且日軍敗戰前成立的獨立山炮團不超過20個，故作為專屬編裝的九九式生產數量極為稀少。
在二戰結束後，中華民國國軍自臺灣接收過一批九九式山炮，配發給國民革命軍整編第140旅(前國民革命軍第七十軍第107旅，旅長謝懋權)；這批火炮在1946年巨金魚戰役隨著整編140旅在晉冀魯豫野戰軍遭殲滅後由中國人民解放軍繳獲，目前最完整的殘存品也是由中國蒐藏。

## 現存品
- 日本防衛省東京市之谷本部(室外展示)
- 中華人民共和國南京理工大學(室內蒐藏)